# Torneo de Pattaya City 2014
El PTT Pattaya Open 2014 fue un evento de tenis WTA International en la rama femenina. Se disputó en Pattaya City (Tailandia), en el complejo Dusit Thani Hotel y en cancha dura al aire libre, haciendo parte de un conjunto de eventos que hacen de antesala a los torneos de gira norteamericana de cemento, entre el 27 de enero y 1 de febrero de 2014 en los cuadros principales femeninos, pero la etapa de clasificación se disputó desde el 25 de enero.

## Cabezas de serie

### Individuales femeninos
| Tenista               | Ranking | Preclasificada |
| Sabine Lisicki        | 15      | 1              |
| Svetlana Kuznetsova   | 20      | 2              |
| Sorana Cirstea        | 21      | 3              |
| Yekaterina Makarova   | 22      | 4              |
| Yelena Vesnina        | 28      | 5              |
| Garbiñe Muguruza      | 38      | 6              |
| Bethanie Mattek-Sands | 41      | 7              |
| Peng Shuai            | 43      | 8              |

### Dobles femeninos
| Tenista                                   | Ranking | Preclasificada |
| Yekaterina Makarova Yelena Vesnina        | 11      | 1              |
| Andrea Hlaváčková Anabel Medina Garrigues | 42      | 2              |
| Alla Kudryavtseva Anastasia Rodionova     | 48      | 3              |
| Peng Shuai Zhang Shuai                    | 51      | 4              |

## Campeonas

### Individuales femeninos
Yekaterina Makarova venció a  Karolína Plíšková por 6-3, 7-6(7)

### Dobles femenino
Peng Shuai /  Zhang Shuai vencieron a  Alla Kudryavtseva /   Anastasia Rodionova por 3-6, 7-6(5), [10-5]